# Rue Étienne-Dolet (Romainville)
Pour les articles homonymes, voir Rue Étienne-Dolet, Étienne Dolet et Dolet.
La rue Étienne-Dolet, est une voie de communication de Romainville.

## Situation et accès

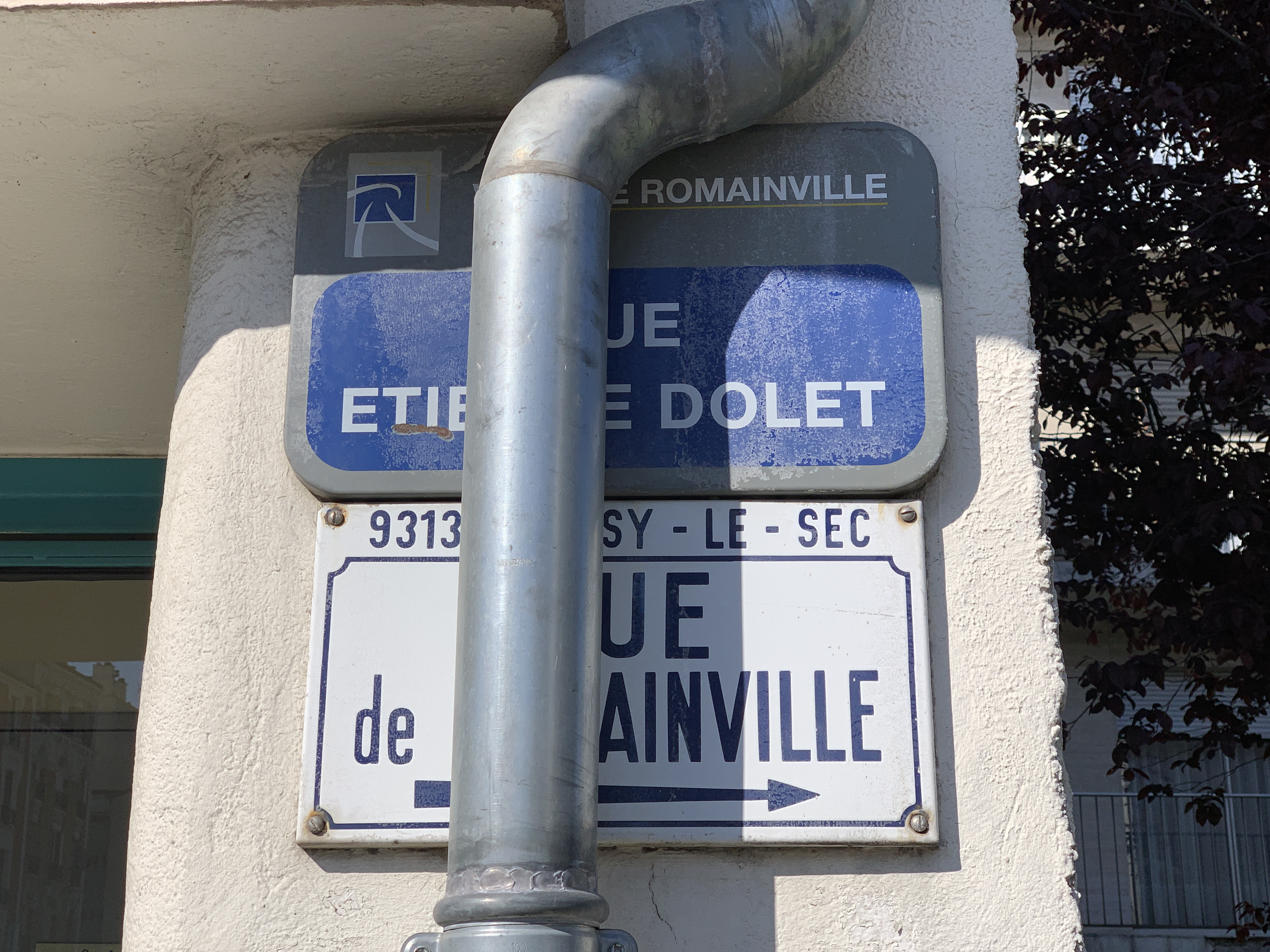
Plaques de la rue Étienne-Dolet et de la rue de Romainville, avril 2021.

La rue Étienne-Dolet est amenée à être desservie par la station Romainville - Carnot grâce au prolongement de la ligne 11 du métro, et par la ligne de tramway T1.
Une ligne de tramway la parcourait déjà jusque dans les années 1930,.

## Origine du nom
Cette rue est nommée en hommage à Étienne Dolet (1509-1546) un écrivain, poète, imprimeur, humaniste et philologue français.

## Historique

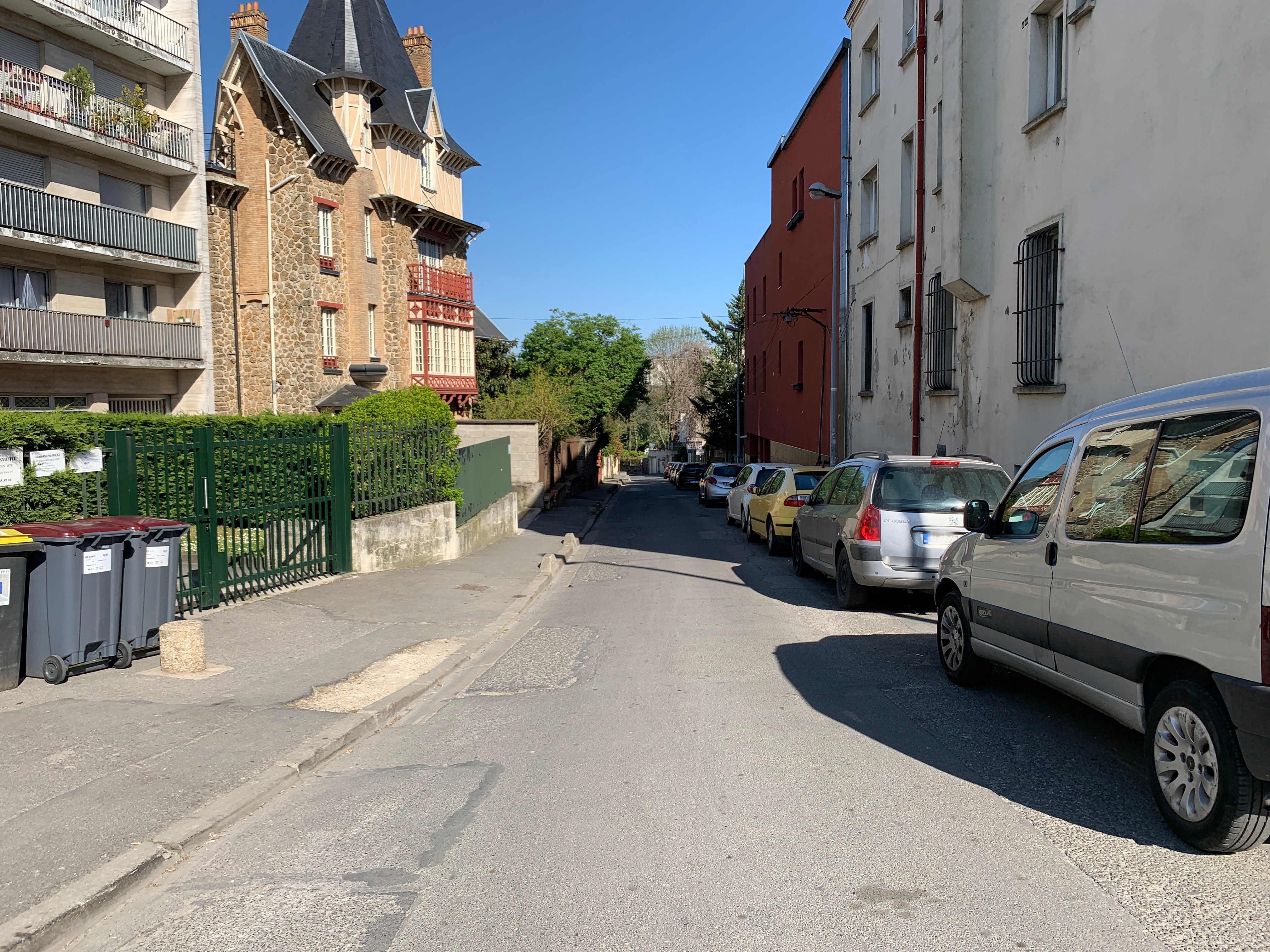
La rue en avril 2021.

## Bâtiments remarquables et lieux de mémoire
- Le Trianon, cinéma reconstruit en 1953 par l'architecte Charles Genêtre, sur les ruines de trois immeubles sinistrés par les bombardements de 1944, qui détruisirent aussi un premier cinéma situé sur la place[4].
- Fort de Noisy.
- En 1908, quelques scènes du film Une dame vraiment bien y furent tournées[5].